# Cinema Icaraí
O Cinema Icaraí foi uma sala de cinema em Niterói, Rio de Janeiro. Construído entre as décadas de 1930 e 40 em estilo art déco. Fechou em 2006 quando era administrado pelo Grupo Severiano Ribeiro, se mantendo completamente abandonado desde seu fechamento. Era considerado o último remanescente dos chamados cinemas de rua em Niterói.
O edifício foi tombado pelo INEPAC e desde 2011 pertence à Universidade Federal Fluminense que pretende transforma-lo em centro cultural e sede da sua Orquestra Sinfônica Nacional (OSN-UFF).